# Heterapoderus undatus
Heterapoderus undatus es una especie de coleóptero de la familia Attelabidae.

## Distribución geográfica
Habita en Malasia.